# شركت شنغ شكن رستاق (رستاق)
شركت شنغ شكن رستاق (بالإنجليزية: Sherkat-e Shang Shakan-e Rostaq)‏ هي منطقة سكنية تقع في إيران في فارس. يقدر عدد سكانها بـ 20 نسمة .